# Vinyeta de premsa
Vinyeta de premsa o caricatura política, es un tipus de Cartoon gràfica amb caricatures de personatges públics, que expressen l'opinió de l'artista. Un artista que escriu i dibuixa aquestes imatges és conegut com a dibuixant de premsa. Normalment combinen habilitat artística, hipèrbole i sàtira per qüestionar l'autoritat i cridar l'atenció sobre la corrupció, la violència política i altres mals socials.
Desenvolupat a Anglaterra a la darrera part del segle xviii, el pioner de la caricatura política va ser James Gillray, encara que el seu i altres de la florida indústria anglesa es van vendre com a gravats individuals a les impremtes. Fundada el 1841, la revista britànica Punch es va apropiar del terme vinyeta de premsa per referir-se a les seves caricatures polítiques, la qual cosa va portar a l'ús generalitzat del terme.